# Thomas Green
Thomas William Green (Fareham, 30 de março de 1894 –  Eastleigh, 29 de março de 1975) foi um marchador e campeão olímpico britânico.
Green passou por diversas adversidades antes de se tornar um campeão e atleta de sucesso. Por sofrer de raquitismo, ele só começou a andar aos cinco anos de idade. Em 1906, com 12 anos, falsificou sua idade para se alistar no Exército Britânico, mas foi considerado inválido quatro anos depois por causa de ferimentos sofridos após cair de um cavalo quando servia ao Regimento Real de Hussardos. Em 1914, com o início da I Guerra Mundial, foi convocado novamente da reserva e na guerra foi ferido três vezes e quase fatalmente gaseificado no front francês.
Depois da guerra foi encorajado a praticar a marcha por um amigo cego de guerra que ele ajudava a treinar para competir na marcha entre Londres e Brighton, famosa na época. Em 1926, aos 32 anos, ele venceu a primeira prova de que participou e essa vitória inesperada levou a outras nos anos seguintes, competindo pelo clube Belgrave Harriers. Entre o fim dos anos 20 e começo dos anos 30, venceu quatro vezes a marcha Londres–Brighton, seis vezes a Manchester–Blackpool e a  clássica 100 km de Milão. Em 1930, venceu também a inaugural British 50 km.
Com todas estas credenciais, chegou aos Jogos de Los Angeles 1932 como um dos favoritos para a prova que seria disputada pela primeira vez nesta distância em Olimpíadas. Sofrendo sob o calor californiano, ele correu até a metade cerca de um minuto atrás dos líderes, mas fazendo uma segunda parte perfeita, principalmente os últimos dez quilômetros,  abriu vantagem dos adversários e venceu com sete minutos de diferença, em 4:50.10, novo recorde olímpico. Seu feito, aos 38 anos, o faz o mais velho campeão olímpico da marcha de 50 km até hoje. Tentou novamente participar dos Jogos aos 42 anos, mas chegando apenas em quarto lugar na seletiva britânica, ficou de fora de Berlim 1936.
Eastleigh, a cidade onde morreu, tem desde então a "Marcha Tommy Green" disputada anualmente em sua homenagem.